# Salignac-de-Mirambeau
Salignac-de-Mirambeau é uma comuna francesa na região administrativa da Nova Aquitânia, no departamento de Charente-Maritime. Estende-se por uma área de 7,56 km². Em 2010 a comuna tinha 165 habitantes (densidade: 21,8 hab./km²).